# 美因河畔沃尔特
美因河畔沃尔特（德語：Wörth am Main，官方拼写为，發音：[ˈvœʁt ʔam ˈmaɪn] ⓘ）是德国巴伐利亚州下弗兰肯行政区米尔滕贝格县的城市，面积15.88平方千米，2023年12月31日人口为4,791人。

## 友好城市
- 法國 翁弗勒尔